# طالب الصانع
طالب الصانع ((بالعبرية: טלב אלצאנע‏) 25 ديسمبر 1960 - ) سياسي بدوي إسرائيلي ومحامي. كان أطول عضو عربي يعمل في الكنيست حتى فقد مقعده عام 2013 .

## السيرة الذاتية
ولد طالب الصانع في تل عراد في النقب وهو عربي إسرائيلي من أصل بدوي. درس القانون في الجامعة العبرية بالقدس وهو محام محترف، كما أنه نشط في العديد من المنظمات الخيرية في النقب.
تم انتخاب الصانع لأول مرة في الكنيست الثالثة عشر عام 1992 ممثلًا عن الحزب الديمقراطي العربي. قبل انتخابات 1996، كان الحزب على قائمة مشتركة مع القائمة العربية المتحدة مع احتفاظ الصانع بمقعده ثم تم انضمام الحزب للقائمة العربية المتحدة بعد فترة وجيزة. شغل منصب رئيس لجنة تعاطي المخدرات في الكنيست الخامسة عشرة.
أصبح رئيسًا للكتلة البرلمانية للقائمة العربية المتحدة بعد انتخابات عام 2003، وعندما خاض الحزب انتخابات 2006 ‏ ضمن قائمة مشتركة مع الحركة العربية للتغيير برئاسة أحمد الطيبي، ظل الصانع رئيسًا للتكتل ككل. احتفظ بمقعده مرة أخرى في انتخابات عام 2009 .
غادر الصانع تكتل القائمة العربية الموحدة قبل انتخابات عام 2013 بفترة وجيزة لإعادة تأسيس الحزب الديمقراطي العربي، ومع ذلك فقد شارك في النهاية مع القائمة العربية المتحدة في الانتخابات، واحتل المرتبة الخامسة في قائمتها إلا أن القائمة فازت بأربعة مقاعد فقط، مما أدى إلى خسارة الصانع لمقعده.
يشتهر الصانع بانتقاداته الصريحة للحكومة الإسرائيلية، مما دفع أحد المعلقين في الجيروزاليم بوست عام 2010 إلى اقتراح بترحيله إلى أراضي السلطة الفلسطينية. كما أنه متزوج وأب لخمسة أطفال ويعيش في بلدة اللقية في النقب.

## وصلات خارجية
- طالب الصانع على الموقع الإلكتروني للكنيست